# 10006 Sessai
10006 Sessai este un asteroid din centura principală de asteroizi.

## Descriere
10006 Sessai este un asteroid din centura principală de asteroizi. A fost descoperit pe 22 octombrie 1976 la Kiso de Hiroki Kosai și Kiichiro Hurukawa. Asteroidul prezintă o orbită caracterizată de o semiaxă mare de 2,64 ua, o excentricitate de 0,06 și o înclinație de 9,9° în raport cu ecliptica.